# Gabriel Dormois
 (décembre 2018).
Gabriel Dormois dit Gaby Dormois est un  entraîneur français de football né le 26 mars 1916 à Larnod (Doubs) et décédé le 20 août 2003 à Montbéliard.

## Biographie
Gaby Dormois arrive dès juillet 1931 au FC Sochaux-Montbéliard. Après avoir joué avec les équipes de jeune, il joue en équipe amateur et devient masseur de l'équipe professionnelle. Il devient entraîneur en 1952. Il a alors pour mission de sauver l'équipe franc-comtoise de la relégation. L'entraîneur s'en sort plutôt bien, aidé en cela par une politique de recrutement de jeunes talents initiée par le directeur sportif Fortuné Chabrier, dès 1949. 
Gaby Dormois reste ainsi entraîneur plus de huit ans à Sochaux; vice-champion de France dès 1953, l'équipe reste souvent dans les premières places du classement. Elle atteint la finale de la Coupe de France en 1959 (perdue contre Le Havre, 2-2 puis 0-3).  
Mais début 1960, à la suite de résultats sportifs désastreux, il est forcé de partir. Son adjoint Paul Wartel assurant l'intérim jusqu'à la fin de la saison, ne peut empêcher la relégation du club franc-comtois. 
Grand serviteur du FC Sochaux, Gaby Dormois avait également fondé une section natation au sein du club et dirigé la section boxe.

## Palmarès
- Vice-champion de France 1953 avec le FC Sochaux
- Finaliste de la Coupe de France 1959 avec le FC Sochaux
- Vainqueur de la Coupe Charles Drago 1953 avec le FC Sochaux